# 벚나무 (종)
벚나무(문화어: 벗나무)는 장미목 장미과의 식물이다. 히말라야 지역이 원산이라는 이야기도 있다. 높이는 20m 정도이며 나무껍질은 자갈색으로 옆으로 벗겨진다. 수명은 60년 정도로, 짧은 편이다. 열매는 핵과(核果)로서 길이 6-8mm의 구형이며 6-7월에 적색에서 흑색으로 익는데, 이것을 버찌라고 한다.

## 형태

### 잎
잎은 어긋나며 길이 6-12cm의 난형 또는 난상(卵狀) 피침형으로 끝이 길고 뾰족하며 가장자리에 잔톱니가 있다. 양면에 털이 없으나 어릴 때에는 표면에 약간의 털이 있기도 하다. 봄에는 신록빛을 띄지만 여름이 될수록 푸르러지다가 가을에는 붉은색, 노란색, 갈색 등으로 색이 변한다.

### 꽃
4-5월에 연분홍색 또는 백색의 벚꽃이 피며 지름은 3cm 정도이고, 2-5개가 잎겨드랑이에 달려 산방 또는 총상꽃차례를 이룬다. 꽃자루는 길이 3-3.5cm로서 가늘고 털이 없으며 밑부분에 포(苞)가 있다. 꽃잎과 꽃받침 조각은 각각 5개이고 수술은 40개 내외이다. 그리고 꽃은 비교적 빨리 지는 편이다.

## 같이 보기
- 왕벚나무 (재배종)